# Béatrice et Bénédict

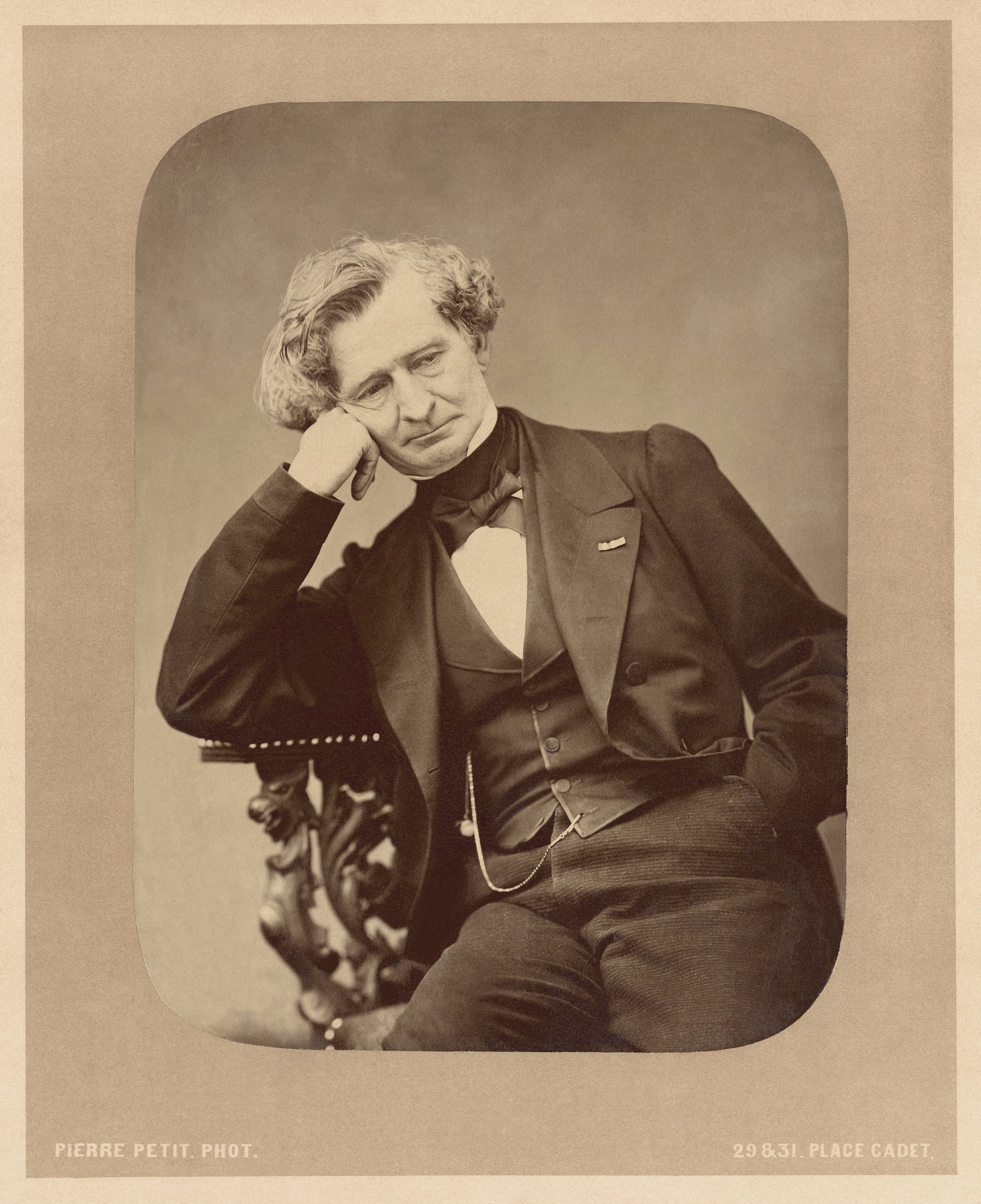
Hector Berlioz 1863

Béatrice et Bénedict är en opéra comique i två akter med musik och text av Hector Berlioz efter Shakespeares komedi Mycket väsen för ingenting.

## Historia
I Shakespeares pjäs löper de båda kärlekshistorierna jämsides, men Berlioz har koncentrerat sig på det stridbara paret. Han bearbetade själv texten och har i sin djupa beundran för Shakespeare i möjligaste mån begränsat sig till att översätta originaltexten. Operan kom till på uppmaning av Berlioz beskyddare Eduard Bénazet, som skulle ha den till öppnandet av sin nybyggda teater Théâtre Bénazet i Baden-Baden den 9 augusti 1862. Det blev Berlioz sista opera och hans sista verk över huvud taget.
Berlioz komiska opera uppfyller visserligen formellt genrens föreskrifter men innehållsmässigt har den inget mer gemensamt med den opéra comique som man finner hos Daniel Auber och Halévy, som massproducerades och masskonsumerades i Paris under 1820- till 1850-talet. Redan valet av Shakespeare som förlaga tyder på mer än bara ett utkast till ännu en banal opera.

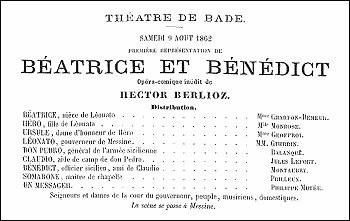
Affisch till urpremiären 1862

## Personer
- Don Pédro, den sicilianska härens general (basstämma)
- Claudio, hans adjutant (baryton)
- Bénedict, siciliansk officer och Claudios vän (tenor)
- Léonato, Messinas ståthållare (talroll)
- Héro, Leonatos dotter (sopran)
- Béatrice, Héros kusin (sopran)
- Ursule, Héros sällskapsdam (mezzosopran)
- Somarone, kapellmästare (basstämma)
- En budbärare, en notarie, två tjänare (talroller)

## Handling
Akt 1
Den segerrike ledaren för de sicilianska trupperna, don Pédro, vänder hem från kriget tillsammans med Claudio och Bénedict. Claudio är förlovad med Héro, dotter till Messinas ståthållare, som vill att de ska gifta sig samma kväll. Héros kusin Béatrice däremot föraktar kärleken, en åsikt som delas av Bénedict som hellre vill gå i kloster än gifta sig. Men don Pédro tror inte att Béatrice och Bénedict är riktigt sannfärdiga och ämnar bevisa detta med Claudios hjälp. Under en promenad i parken talar don Pédro, Claudio och Beatrices morbror Leonato om hur förälskad Béatrice är i Bénedict, väl vetande att denne tjuvlyssnar. Han måste erkänna att även han i själva verket är förälskad i henne. På samma sätt har Héro berättat för Béatrice att Bénedict förtärs av kärlek till henne, och även hon har ändrat sin tidigare inställning.
Akt 2
I guvernörspalatset förbereds bröllopet mellan Héro och Claudio. För att förbereda sig inför bröllopet improviserar kapellmästare Somarone en dryckesvisa, som blir lika misslyckad som bröllopsmelodin.
Medan Béatrice är ensam erkänner hon att hon har älskat Bénedict länge men då Héro och hennes väninna Ursule kommer in låtsas hon som om hon alltjämt enbart har ringaktning till övers för förälskat folk. De lyckas dock göra henne svartsjuk och hon faller till föga. Héro smyckas till brud och då hon har förts ut blir Béatrice ensam med Bénedict. De kan nu äntligen bekänna sina sanna känslor för varandra. Då hela brudföljet kommer in i salen med brudparet och notarien tillkännager denne att han har blivit ombedd att utfärda ännu ett kontrakt, och efter någon tvekan skriver också Béatrice och Bénedict under devisen: "I dag räcker vi varandra handen men i morgon börjar kriget igen."